# Simple Plan
Симпл плен (енгл. Simple Plan) канадски је рок бенд основан 1999. године. Познат је по својим песмама „Welcome to My Life” и „Summer Paradise”.

## Чланови бенда
Тренутни чланови
- Пјер Бувије — главни вокали (1999—данас); бас гитара (1999—2000); перкусије (2000—данас)
- Чак Комо — бубњеви, перкусије (1999—данас)
- Џеф Стинко — гитара (1999—данас); пратећи вокали (1999—2000)
- Себастјен Лефевр — ритам гитара, пратећи вокали (1999—данас); бас гитара (2008)
- Дејвид Дезрозје — бас гитара, пратећи и главни вокали, перкусије (2000—данас)

## Дискографија
Студијски албуми
- No Pads, No Helmets...Just Balls (2002)
- Still Not Getting Any... (2004)
- Simple Plan (2008)
- Get Your Heart On! (2011)
- Taking One for the Team (2016)